# Phryneta asmarensis
Phryneta asmarensis là một loài bọ cánh cứng trong họ Cerambycidae.